# Ослянський потік
Ослянський потік (словац. Osliansky potok) — річка в Словаччині; права притока Нітри. Протікає в окрузі Пр'євідза.
Довжина — 13.5 км. Витікає в масиві Втачник на висоті 820 метрів.
Протікає територією сіл Горна Весь і Ослани.
Впадає в Нітру на висоті 201 метр.